# エマ・プーリー
エマ・プーリー（Emma Pooley、1982年10月3日 - ）は、イングランド、グレーターロンドンのワンズワース出身の女子自転車競技（ロードレース）選手。

## 経歴
ケンブリッジ大学（以下、ケ大）出身で、陸上のクロスカントリー走とトライアスロンの2種目で「ブルー」の称号を得る。自転車競技への取り組みは、ケ大在籍時代、クロスカントリー走で怪我をしたことに起因する。
2005年に行われた国内選手権・個人ロードレースで4位に入ったことをきっかけに、2006年シーズンより、プロチームのチーム・ファット・バーズ・UKと契約を結び、自転車競技に専念することになった。
2007年、グランド・ブークル総合3位。
2008年
- トロフェオ・アルフレード・ビンダ＝コムーネ・ディ・チッティリオ 優勝
- ツール・ド・ブルターニュ女子 総合優勝
- 北京オリンピック・個人タイムトライアル 2位

2009年、サーヴェロ・テストチーム（女子）に移籍。
- ワールドカップ・モントリオール 優勝
- グランド・ブークル 総合優勝
- イギリス選手権・ITT 優勝

2010年
- フレッシュ・ワロンヌ 女子 優勝
- グランプリ・エルシー・ジャコプス 優勝
- ツール・ド・ロード 女子 総合優勝
- ジロ・デル・トレンティーノ 女子 総合優勝
- イギリス選手権・個人ロードレース 優勝
- イギリス選手権・ITT 優勝
- グランプリ・ド・プルエー＝ブルターニュ 優勝
- 世界選手権・ITT 優勝

2011年
- トロフェオ・アルフレード・ビンダ＝コムーネ・ディ・チッティリオ 優勝
- ジロ・ドンネ 総合2位
- ツール・ド・ラルデシュ 総合優勝
- 世界選手権・ITT 3位

2012年
- ジロ・ドンネ 総合2位
- ロンドン五輪・ITT 6位
- ロードレース世界選手権
  - チームタイムトライアル 3位
  - ITT 4位